# Safety integrity level
Safety integrity level (o també SIL, en anglès nivell d'integritat de seguretat) està definit com un índex relatiu de risc definit simplement com una mesura de seguretat. Els requisits per a un SIL determinat no són consistents en tots els estàndards de seguretat funcional. En els estàndards de seguretat europeus es defineixen 4 SILs, essent el nivell el més sever i l'1 el més baix.

## Assignació del SIL
Hi ha diferents mètodes per l'assignació del'índex SIL:
- Matriu de riscos
- Gràfics de riscos
- Mètode (LOPA, en anglès Capa d'anàlisi de protecció)[4]

## Problemes amb el SIL
- Poca harmonització (equivalència) entre els diferents estàndards de seguretat.

## Certificació
La norma internacional IEC 61508 defineix l'índex SIL aqrupant-los en 2 taules segons la freqüècia de l'operació:
Per a operació sota demanda :
| L | Probabilitat de Fallida | PFD (power) | Factor de Reducció de Risc |
| - | ----------------------- | ----------- | -------------------------- |
| 1 | 0.1–0.01                | 10−1 – 10−2 | 10–100                     |
| 2 | 0.01–0.001              | 10−2 – 10−3 | 100–1000                   |
| 3 | 0.001–0.0001            | 10−3 – 10−4 | 1000–10,000                |
| 4 | 0.0001–0.00001          | 10−4 – 10−5 | 10,000–100,000             |

Per a operació contínua :
| SIL | Probabilitat de Fallida per Hora | PFH (power) | Factor de Reducció de Risc |
| --- | -------------------------------- | ----------- | -------------------------- |
| 1   | 0.00001-0.000001                 | 10−5 – 10−6 | 100,000–1,000,000          |
| 2   | 0.000001-0.0000001               | 10−6 – 10−7 | 1,000,000–10,000,000       |
| 3   | 0.0000001-0.00000001             | 10−7 – 10−8 | 10,000,000–100,000,000     |
| 4   | 0.00000001-0.000000001           | 10−8 – 10−9 | 100,000,000–1,000,000,000  |

## Estàndards de seguretat
Els següents estàndards usen el SIL com a mesura de la fiabilitat i/o reducció de risc :
- ANSI/ISA S84 (Seguretat funcional de sistemes de seguretat pel sector de procesos industrials)
- IEC 61508 (Seguretat funcional de sistemes electrics/electrònins programables)
- IEC 61511 (Sistemes de Seguretat pel sector de procesos industrials)
- IEC 61513 (Indústria nuclear)
- IEC 62061 (Seguretat de maquinària)
- EN 50128 (Aplicacions ferroviàries – programari de control ferroviari)
- EN 50129 (Aplicacions ferroviàries – seguretat en sistemes electrònics per senyalització)
- EN 50402 (Sistemes fixos de detecció de gas)
- ISO 26262 (Indústria automotriu)
- MISRA, diversos (programari en aplicaciuons sector automotriu)

L'ús de l'índex SIL es pot aplicar diferentment de com s'explica a IEC EN 61508.